# Scybalocanthon sexspilotus
Scybalocanthon sexspilotus är en skalbaggsart som beskrevs av Guérin-Méneville 1855. Scybalocanthon sexspilotus ingår i släktet Scybalocanthon och familjen bladhorningar. Inga underarter finns listade i Catalogue of Life.